# Чорний Ліс (заповідне урочище)
Чо́рний Ліс — заповідне урочище в Україні. Розташоване в межах Сарненського району Рівненської області, на північ від села Кузьмівка. 
Площа 2,7 га. Статус надано згідно з рішенням облради № 33 від 28.02.1995 року. Перебуває у віданні ДП «Березнівський лісгосп» (Кузьмівське л-во, кв. 49, вид. 3). 
Статус присвоєно для збереження ділянки лісу, де було виявлено гніздування лелеки чорного, виду, занесеного до Червоної книги України. 